# Nuevos Gigantes de Carolina 2012-2013
Questa voce raccoglie le informazioni riguardanti i Nuevos Gigantes de Carolina nelle competizioni ufficiali della stagione 2012-2013.

## Organigramma societario
Area direttiva
- Presidente: Gerardo Negrón

Area tecnica
- Primo allenatore: Luis Aponte

## Rosa
| N° | Nome             | Ruolo | Data di nascita   | Nazionalità sportiva |
| -- | ---------------- | ----- | ----------------- | -------------------- |
| 1  | Arnaldo López    | L     | -                 | Porto Rico           |
| 2  | Orlando Irizarry | L     | 27 settembre 1985 | Porto Rico           |
| 3  | Malcom Nieves    | S/O   | -                 | Porto Rico           |
| 4  | Carlos Hernández | S     | 25 dicembre 1989  | Porto Rico           |
| 5  | Yamil Pérez      | P     | 30 aprile 1987    | Porto Rico           |
| 6  | Steve Klosterman | S     | 31 maggio 1984    | Stati Uniti          |
| 7  | Fernando Barrón  | S     | 18 novembre 1985  | Porto Rico           |
| 9  | Derwin Flores    | C     | 23 novembre 1988  | Porto Rico           |
| 10 | Alexis Colón     | C     | 30 maggio 1990    | Porto Rico           |
| 11 | Jedisan Agosto   | P     | 24 ottobre 1991   | Porto Rico           |
| 12 | Iván Andújar     | P     | 15 marzo 1988     | Porto Rico           |
| 13 | Andrés Cruz      | S     | -                 | Porto Rico           |
| 14 | Mauro Miletic    | S     | -                 | Porto Rico           |
| 15 | José Alvarado    | C     | -                 | Porto Rico           |